# Универзитет у Тулузу - Жан Жорес
Универзитет у Тулузу - Жан Жорес (француски: Université Toulouse-Jean Jaurès, раније познат као Université de Toulouse - Le Mirail, такође назван и Toulouse II)  је француски државни универзитет који се налази у Тулузу, у Француској. Један је од три наследника Универзитета у Тулузу.

## Историјат
Универзитет у Тулузу-Жан Жорес је створен као последица презасићења зграда у центру града и догађаја из маја 1968. Тада је одлучено да се Универзитет у Тулузу подели на три дела: Правни факултет је постао  Université Toulouse I, заузимајући све старе универзитетске зграде, хуманистички факултет је постао Université de Toulouse II – Le Mirail, назван по својој новој локацији, а одсеци науке и медицине су постали Université Paul Sabatier (Toulouse III). Године 1969. основан је четврти универзитет у Тулузу,  Institut National Polytechnique de Toulouse - инжењерска школа. Université de Toulouse II – Le Mirail је касније преименован у Université de Toulouse II – Jean Jaurès по познатом политичару Жану Жоресу.

## Кампус
Кампус, који је део великог архитектонског пројекта  из 1960-их у Тулузу, Le Mirail, осмислио је и изградио тим архитеката Candilis, Josić и Woods.
Након многих проширења (од којих је једно било у војним касарнама), како би се растеретио универзитет у центру града, кампус у Le Mirail  је отварао једно по једно одељење почевши од 1971. године, а пресељење је завршено  1973. године. Планиран за 11.000 студената, универзитет је данас жртва сопственог успеха, са популацијом студената од отприлике 27.500.

## Организација
Као хуманистички универзитет у Тулузу, организован је на разне педагошке компоненте UFRs (unités de formation et de recherche) и универзитетске институте:

Факултет историје, уметности и археологије
- Катедра антропологије

- Катедра за документацију, архиве, медије и уређивање

- Катедра за историју

- Катедра за историју уметности и археологију

Факултет језика, књижевности и страних цивилизација
- Катедра за превођење и лингвистичко тумачење
- Катедра за студије страног француског језика
- Катедра за англофонију
- Катедра за хиспанистику
- Катедра за стране језике
- Катедра за примењене стране језике
- Одсек за лингвистику

Факултет књижевности, филозофије, музике, уметности и комуникација
- Одељење за дизајн

- Одсек за комуникологију и визуелне студије

- Катедра за књижевност, језике и античке цивилизације

- Одељење за музику

- Одељење за филозофију

Факултет психологије
- Катедра за клиничку психологију
- Катедра за когнитивну психологију и ергономију
- Катедра за развојну психологију
- Катедра за социјалну и организациону психологију
- Катедра за психопатологију, здравствену психологију и неуронауке

Факултет науке, географије и социологије
- Катедра за географију и животну средину
- Катедра за информатику

- Катедра за образовање

- Катедра за економију и менаџмент

- Катедра за социологију

Ту су такође и два универзитетска технолошка института и неколико других специјалистичких института.

## Истраживање
Истраживање је организовано у низу интердисциплинарних истраживачких центара. Они укључују:
- Центар за рад и организације (CERTOP)

- Центар за когницију, језике и ергономију (CLLE)

- Центар за образовање и знање (EFTS)

- Центар за проучавање Француске, Америке и Шпаније (FRAMSEPA)

- Центар за географију животне средине (GEODE)

- Институт за математику (IMT)

- Институт за информационе технологије (IRIT)

- Центар за проучавање економије, политике и друштвених система (LEREPS)

- Центар за проучавање друштава (LISST)

- Центар за археологију (TRACES)[2].

## Репутација
2022. године био је у рангу 1001-1200 универзитета у свету.

## Значајни професори
- Bartolomé Bennassar (1929-2018) - историчар и писац
- Gérard Granel (1930-2000) - филозоф и преводилац
- Alain Ducellier (1934-2018) - историчар
- René Souriac (born 1941) - историчар
- Patrick Le Roux (born 1943) - историчар
- Michel Zink (born 1945) - писац и филолог
- Henry Fourès (born 1948) -  музичар и историчар музике
- Ángel Bahamonde Magro (born 1949) - историчар
- Christian Galan (born 1960) - филолог
- Jean-François Berdah (born 1961) - историчар
- Corinne Maury - филмски продуцент
- Jean-Marc Olivier (born 1961) - историчар

## Значајни Алумни
- Bartolomé Bennassar (1929-2018) - историчар и писац
- Jean-Luc Nancy (1940-2021) - филозоф
- Patrick Le Roux (born 1943) - историчар
- Abdelhak Serhane (born 1950) - марокански писац
- Bernard Stiegler (1952-2020) - филозоф
- Aida Toledo (born 1952) - гватемалански песник, писац кратких прича, професор
- John Sibi-Okumu (born 1954) - кенијски глумац и новинар
- Jacques Jaubert (born 1957) - археолог
- Gilles Poux - политичар
- Mohammed Ameur (born 1959) - марокански политичар
- Joël Suhubiette (born 1962) - хорски диригент
- Christian Authier (born 1969) - писац и новинар
- Stéphan Perreau (born 1969) - историчар уметности и савремени музичар
- Maria Ubach i Font (born 1973) - дипломата
- Ekaterina Velmezova (born 1973) - филолог руског и шведског језика, професор славистике, историје и епистологије
- Guðbjörg Vilhjálmsdóttir - професор вођења каријере и менторства
- Judy Quinn (born 1974) - канадски писац и уредник
- Marie-Sophie Lacarrau (born 1975) - новинар и ТВ водитељ